# Enakyrkan
Enakyrkan är en frikyrka i Enköping med cirka 340 medlemmar. Enakyrkan är ansluten till Pingst - fria församlingar i samverkan och Evangeliska Frikyrkan. Församlingen grundades den 6 januari 2002 genom ett samgående av Filadelfiaförsamlingen och Korskyrkan.

## Tillhåll
Kyrkolokalen låg förr på Källgatan 21 och pastorsexpeditionen på Kungsgatan 6, som har övertagits av Sankt Ilians katolska kyrka. Sedan 2012 håller Enakyrkan till i "Kompassen" på Kaptensgatan 4 som också innehåller hotell, restaurang och konferensanläggning. Kompassen invigdes 1-3 juni 2012.